# Kerung
Kerung (nepalski: केरुङ) – gaun wikas samiti we wschodniej części Nepalu w strefie Sagarmatha w dystrykcie Solukhumbu. Według nepalskiego spisu powszechnego z 2011 roku liczył on 873 gospodarstw domowych i 3602 mieszkańców (2002 kobiet i 1600 mężczyzn).